# Dercil (polític)
Dercil o Dèrcil·le (en llatí Dercylus o Dercyllus, en grec antic Δερκύλος o Δέρκυλλος "Derkýlos" o "Dérkyllos"), fou un polític atenenc, un dels deu ambaixadors que Atenes va enviar al rei Filip II de Macedònia l'any 347 aC i de la que formaven part Èsquines i Demòstenes.
El 346 aC sembla que els mateixos ambaixadors van ser enviats altre cop a la cort macedònia per ratificar el tractat.
Va ser després un dels membres de la tercera ambaixada (ἐπὶ τοὺς Ἀμφικτύονας "Epi toús Amfictýonas", en nom de la Lliga Amfictiònica), que va portar a Filip el decret de compliments de Filòcrates i va convidar al rei a assistir a consell de l'amfictionia que s'havia de celebrar per arranjar els afers de Fòcida. Quan va arribar a Calcis es va assabentar que el rei macedoni ja havia sortit cap a la Fòcida i havia destruït diverses ciutats, i va retornar a Atenes amb les alarmants notícies.
És probablement el mateix Dercil que Plutarc diu que era general (estrateg) del país (τοῦ ἐπὶ τῆς χώρας στρατηγοῦ) l'any 318 aC en el moment en què Nicànor de Macedònia havia cridat a la retirada de la guarnició macedònia a Muníquia i va acceptar una trobada amb el consell al Pireu. Dercil va planejar capturar a Nicànor però aquest es va poder escapar. Sembla que Dercil va informar a Foció de què Nicànor planejava apoderar-se del Pireu, però el van escoltar, segons diu Plutarc.